# 僕の妻はスーパーウーマン
『僕の妻はスーパーウーマン』（ぼくのつまはスーパーウーマン、原題：내조의 여왕）は、2009年3月16日から2009年5月19日までMBCにて放送された韓国の連続テレビドラマ。全20話。
2010年に第46回百想芸術大賞のTV部門で主演のキム・ナムジュが女性最優秀演技賞を受賞し、作品を演出したコ・ドンソンが演出賞を受賞した。
日本では、2010年1月4日から2010年1月29日までKNTVにて毎週月曜から金曜10時45分 - 12時00分で放送。地上波では2011年4月19日から2011年5月19日までTBS韓流セレクト枠にて毎週月曜から金曜10時05分 - 11時00分に放送された。2011年6月24日からBS-TBSにて毎週金曜の19時00分 - 20時54分の2話連続で放送。

## 登場人物
チョン・ジエ
演 - キム・ナムジュ
平社員であるダルスの妻。
オン・ダルス
演 - オ・ジホ
平社員。名門ソウル大医学部を中退している。
ヤン・ボンスン
演 - イ・ヘヨン
ハン・ジュニョク部長の妻。
ハン・ジュニョク
演 - チェ・チェロ
部長。
チャン・ヨンスク
演 - ナ・ヨンヒ
キム・ホンシク理事の妻。社員の妻の親睦会会長。
キム・ホンシク
演 - キム・チャンワン
理事。社長の右腕。
ウン・ソヒョン
演 - ソン・ウソン
ホ・テジュン社長の妻。
ホ・テジュン
演 - ユン・サンヒョン
社長。

## スタッフ
- 演出：コ・ドンソン、キム・ミンシク
- 脚本：パク・ジウン